# Frans Masereel
 (mai 2016).
Frans Masereel, né le 30 ou le 31 juillet 1889 à Blankenberge (province de Flandre-Occidentale en Belgique) et mort le 3 janvier 1972 à Avignon (France), est un graveur, peintre et illustrateur belge.
Il a principalement travaillé entre la Suisse, l'Allemagne et la France. Artiste engagé, humaniste, libertaire, pacifiste antimilitariste,, marqué par le tourment sanglant de la Première Guerre mondiale, ses œuvres dénoncent sans concessions les horreurs de la guerre, de l'oppression et de l'injustice sociale.
Auteur d'une œuvre profuse, illustrateur infatigable, pédagogue, son travail graphique le plus connu est sans doute Mon livre d'heures (1919) : il est considéré à ce titre comme le précurseur du roman graphique.

## Biographie

### Origines et jeunesse
Fils de François Masereel et Louise Vandekerckhove, couple de bourgeois aisé, Frans Masereel naît le 31 juillet 1889 à Blankenberge, station balnéaire du nord de la Belgique. Il est l’aîné d'une fratrie de trois enfants, Robert Masereel, né en 1891 et Marie Louise, née en 1893.
En 1894, la famille Masereel emménage à Gand où François Masereel meurt en novembre. La mère de Frans se remarie en 1897 avec Louis Lava, flamand francophone libéral et libre-penseur qui a sans doute eu une influence décisive sur le jeune Frans[réf. souhaitée]. Après l’école moyenne, Frans Masereel passe une année à l'Athénée Royal de Gand où il pratique prioritairement le dessin. Puis il s'inscrit en 1906 à la Stedelijke Ambachtsschool voor Jongelingen de Gand, sorte de lycée professionnel enseignant les arts et métiers. Il y est initié à la lithographie et à la typographie et y reste trois ans. D'octobre 1907 à octobre 1910, il suit en parallèle les cours du soir à l'académie des beaux-arts de Gand dans la classe de Jean Delvin. Il est influencé par Jules De Bruycker.
En 1909, exempt du service militaire, il fait un premier voyage à Paris et se rend en Angleterre et en Allemagne. En 1910, il se rend en Tunisie avec sa future épouse Pauline Imhoff (1878-1968) et s'installe avec elle et sa fille à Paris fin 1911. Il y rencontre l'anarchiste Henri Guilbeaux qui l'introduit auprès de grands écrivains comme Stefan Zweig avec qui il lie de forts liens d'amitié. En 1912 et 1913, il participe au Salon des indépendants et y rencontre un certain succès. Cette première période parisienne lui permet de se familiariser avec la gravure sur bois par l'intermédiaire de lectures sur les graveurs anonymes du XVe siècle, Dürer, l'imagerie d’Épinal, les vieilles cartes à jouer, les incunables et les biblia pauperum du bas Moyen Âge.

### L'exil anglais et suisse
En août 1914, alors qu'il est en Bretagne, Frans Masereel est surpris par la déclaration de guerre et se rend rapidement à Gand où il découvre qu'il a été rayé des registres de la population. Ses obligations militaires n'étant pas clairement définies, il rentre fin octobre à Paris. Il ne revient en Belgique que quinze ans plus tard et ne voit plus ses parents pendant six ans. Les horreurs de la guerre marquent son engagement pacifiste et humaniste et il n’aura de cesse de dénoncer la violence et la mécanique des conflits par son travail graphique. Il participe au recueil de dessins La Grande Guerre et illustre le roman du journaliste belge Roland de Marès (1874-1955), La Belgique envahie (Paris, Georges Crès, 1915), de croquis pris sur le vif : c'est son premier travail comme illustrateur.
Courant 1915, après avoir obtenu un visa, il rejoint le pacifiste et objecteur de conscience Henri Guilbeaux à Genève en Suisse où il reste jusqu'en 1921. Il travaille comme traducteur bénévole au Comité international de la Croix-Rouge et fait la connaissance de l'écrivain français Romain Rolland. Cet homme érudit, résolument pacifiste, devient le maître à penser de Masereel, alors âgé de 26 ans. En plus de son activité de traducteur, il travaille comme illustrateur pour des journaux et des magazines pacifistes comme Demain de Guilbeaux, les Tablettes de Claude Le Maguet (pseudonyme de l'anarcho-syndicaliste Jean Salives) et, à partir du 28 août 1917, La Feuille, où il est un collaborateur incontournable.
C'est en 1917 qu'il publie ses deux premières séries de bois gravés Debout les morts et Les Morts parlent. Cette période suisse est décisive dans la vie de l'artiste : c'est le véritable point de départ de son œuvre[réf. nécessaire]. Il est exposé à la Galerie Tanner de Zurich en 1918. Ses publications de séries de gravures sur bois s’enchaînent à vive allure et lui assurent une renommée internationale[réf. nécessaire]. Parmi ses travaux de cette période, on peut citer 25 images de la passion d'un homme en 1918, considéré comme le premier roman graphique de l'histoire, puis Mon livre d'heures (1919), Le Soleil (1919), Idée. Sa naissance, sa vie, sa mort (1920), Histoire sans paroles (1920) ou encore La Ville, démarré en 1918 et terminé en 1925. À cette époque, il fait aussi des illustrations pour des œuvres de Thomas Mann, Émile Zola ou Stefan Zweig.
En 1919, la Première Guerre mondiale terminée depuis peu, il vit le début de la période dite des Années folles. Elle est caractérisée par son effervescence, son bouillonnement culturel et un retour au goût de la vie et des plaisirs après quatre années de guerre ; elle influence l'artiste qui se lance, en plus de son travail graphique, dans la peinture et l'aquarelle. Il fonde cette année-là les Éditions du Sablier avec le romancier et poète René Arcos. Il est aussi exposé à la Librairie Kundig à Genève. En 1921, Mon livre d'heures jouit d'une édition populaire grâce à l'éditeur munichois Kurt Wolff et sera tiré à 15 000 exemplaires en trois ans.

### Le succès
Étant interdit de séjour en Belgique, Masereel quitte définitivement Genève en 1921 et revient s'installer à Paris, où il peint ses célèbres scènes de rue. Il est exposé à la galerie parisienne Nouvel Essor. Il entreprend aussi un voyage à Berlin avec Carl et Thea Sternheim, couple de lettrés allemands fervents admirateurs de son œuvre ; Carl est écrivain et Masereel illustre une de ses nouvelles, Fairfax, en 1922. À Berlin, Masereel fait notamment la connaissance du peintre George Grosz avec qui il devient ami.
Jusqu'en 1925, Masereel expose à Paris et en Allemagne, et sa première monographie, écrite par Stefan Zweig et Arthur Holitscher, y est publiée en 1923. En 1925, La Ville est enfin publié et l'argent qu'il a gagné en illustrant le Ulenspiegel de Charles De Coster lui permet de quitter Paris pour résider dans une maison de pêcheurs à Equihen près de Boulogne-sur-Mer. Il y peint des zones côtières, des ports, et des portraits de marins et de pêcheurs. Il continue d’être exposé à Paris et en Allemagne.
En 1926, il reçoit un peu de reconnaissance de la part de son pays natal par le biais d'une exposition individuelle de ses peintures et aquarelles à la galerie Le Centaure de Bruxelles. En 1929, les autorités belges lui délivrent son passeport.
Pendant les années 1930, il réalise moins d'illustrations et de gravures mais continue à peindre et exposer. Son engagement pacifiste ne s’essouffle pas, il participe au Congrès mondial contre la guerre et le fascisme à Amsterdam en 1932 en tant que coorganisateur pour la Belgique et continue de collaborer à des mensuels et hebdomadaires anti-fascistes. Son œuvre est internationalement connue, des éditions-pirates de ses romans-images sont même publiées en Chine et quand il se rend en Russie en 1935, l’accueil est chaleureux[réf. nécessaire].
Son œuvre est largement connue et diffusée en Allemagne et à l'arrivée des nazis au pouvoir en 1933, ses romans-images et livres illustrés sont massivement confisqués et détruits : son engagement « social-humanitaire-pacifiste » est bien entendu peu apprécié par le régime national-socialiste. C'est une semaine avant l’élection d’Hitler qu'il perd de vue Gorge Grosz, parti se réfugier aux États-Unis. En 1938, ses toiles sont décrochées des murs des musées allemands. Elles ne seront pourtant ni vendues ni détruites. Peu avant le début de la Seconde Guerre mondiale, Masereel continue de créer et il est professeur de dessin pour les ouvriers du Cercle de Peinture de l'Union des Syndicats de la Région Parisienne. Il tente même de s'engager dans l'armée française mais il est refusé en raison de son âge. À la mi-juin 1940, il prend la route de l'exode et quitte Paris avec sa femme pour se rendre à Avignon via Bordeaux et Bellac. Il tente même de fuir en Amérique du Sud en prenant contact avec Louis Aragon et Elsa Triolet mais son projet échoue.
Durant l'Occupation, Masereel fait tout pour éviter les nazis et il quitte Avignon en 1943 pour se réfugier à Monflanquin dans le Lot-et-Garonne, puis emménage au château de Claude Sarrau de Boynet. C'est durant cette période qu'il rencontre sa future deuxième épouse, l'artiste avignonnaise Laure Malclès (1911-1981). Il perd aussi son ami et maître Romain Rolland, mort en 1944. 

### Après 1945: un artiste consacré
Il est nommé professeur à l'École supérieure des Beaux-Arts de la Sarre de Sarrebruck de 1947 à 1951 et en 1948, sa première exposition en Allemagne depuis la fin de la guerre s'ouvre à la galerie Günther de Mannheim. Il conçoit une grande mosaïque pour la façade du siège de Villeroy & Boch à Mettlach (1949).
En 1949, Masereel s'installe à Nice où il réside et travaille durant vingt ans. Jusqu'en 1968, il crée plusieurs séries de gravures sur bois qui diffèrent de ses « romans en images » et constituent plus des variations sur sujet qu'un récit continu. Il dessine également des décors et costumes pour de nombreuses productions théâtrales, et reçoit le prix d'art graphique à la biennale de Venise en 1951, puis travaille et expose avec Picasso entre 1952 et 1954 et parachève sa consécration en Belgique en étant nommé membre de l'Académie royale des sciences, des lettres et des beaux-arts de Belgique.
À la mort de Pauline en 1969, Frans Masereel se marie avec Laure Malclès et s'installe à Avignon la même année. Il s'y éteint le 3 janvier 1972, à l'âge de 82 ans et sa dépouille est rapatriée à Gand. Une grande cérémonie funéraire a lieu en son honneur dans le hall du Musée des Beaux-Arts de Gand. De nombreux dignitaires belges et étrangers lui rendent un dernier hommage et accompagnent le cortège funèbre jusqu'au cimetière Campo Santo à Mont-Saint-Amand. Laure Malclès-Masereel meurt en 1981.
L'artiste a donné son nom à l'organisation culturelle Masereelfonds.

## Xylographie
Frans Masereel est souvent considéré comme un maître et un rénovateur de la gravure sur bois. Si l'artiste est connu pour son œuvre gravée, Masereel a aussi développé une œuvre peinte importante. 
C'est à partir de 1914 que Masereel se familiarise avec ce procédé créatif et c'est lorsqu'il est en Suisse qu'il va l'accaparer afin de transmettre ses idées. Ce graphisme puissant, qu'il met souvent au service d'un réalisme à la fois féerique et social, lui permet d'exprimer son dégoût pour l'injustice sous toutes ses formes et son vœu d'une société égalitaire. Il invente le « roman sans parole » (le premier étant les 25 Images de la passion d'un homme en 1918), récit graphique destiné à un lectorat adulte, composé d'une suite de gravures symboliques (Le Soleil, Idée) ou réalistes (La Ville, Debout les Morts) où l'absence de texte permet de raconter l'histoire par la seule force narrative de l'image et par là même, être accessible à une large majorité. Ces récits connurent un certain succès ; Thomas Mann par exemple en était friand. Berthold Bartosch s'inspira de l'un de ses livres et travailla avec Masereel pour réaliser le film d'animation, L'Idée, en 1931. Son expressionnisme eut une grande influence sur les graveurs européens.
Une citation de Stefan Zweig, tirée de la préface de sa monographie sur Masereel en 1923 dit : « Tout pourrait périr : tous les livres, les monuments, les photographies et les documents, si subsistaient les xylographies que Frans Masereel a créées pendant ces dix années, par elles seules pourrait être reconstruit notre monde contemporain, et de surcroît rien que ces feuilles nous donneraient à saisir l'esprit dangereux, le génie et les remous psychiques de notre époque. »

## Influence
Le graphiste américain Lynd Ward a été grandement influencé par Masereel. Un certain nombre de dessinateurs, comme Clifford Harper (en), Will Eisner et Eric Drooker ont cité Masereel comme une influence. Art Spiegelman cite Mon livre d'heures comme inspiration pour son Maus.

## Engagements
Libertaire avant de devenir un compagnon de route du Parti communiste, il participa à l'illustration de la revue de la Jeunesse communiste allemande dans les années 1920. De façon générale, nombre de ses gravures sont teintées d'anticapitalisme. Il illustra notamment Baudelaire, Verhaeren, Maeterlinck, Kipling, Blaise Cendrars, ainsi que Pierre Jean Jouve et Romain Rolland dont il partageait les convictions pacifistes.

## Œuvre

### Ses romans en gravures
Éditions originales du vivant de l'auteur suivies d'indications de versions respectant le tirage sur bois :
- 25 images de la passion d'un homme, Genève, Édition du sablier, 1918 — 153 exemplaires.
  - Die Passion eines Menschen, version allemande, Munich, Kurt Wolff Verlag, 1921 et 1928.
- Mon livre d'heures, 167 bois, Genève, Presses d'Albert Kundig, 1919 — 200 exemplaires.
  - Mein Stundenbuch, version allemande, préface de Thomas Mann, 165 bois, Kurt Wolff Verlag, 1920.
  - My Book of Hours, version américaine, traduction de Romain Rolland, Chez l'auteur, 1922 — 600 exemplaires.
  - Passionate Journey: A Novel told in 165 woodcuts, 2e version américaine préfacée par Th. Mann, traduction de Joseph M. Bernstein, New York, Lear Publishers, 1948.
- Le Soleil, 63 bois, Genève, Éditions du Sablier, 1919.
  - Die Sonne: 63 Holtzschinitte, Munich, Kurt Wolff Verlag, 1920.
- Idée. Sa naissance, sa vie, sa mort, 83 bois, Paris, Paul Ollendorff, 1920.
- Histoire sans paroles, 60 bois, Genève, Éditions du Sablier, 1920.
- La Ville / Die Stadt, 100 bois, Paris/Leipzig, Albert Morancé/Kurt Wolff, 1925, réédition 1928.
- Remember, 26 dessins, Berne, Herbert Lang, 1946.
- Jeunesse, préface de Th. Mann, Zurich, Oprecht, 1948.
- Das Gesicht Hamburgs, 80 bois, Hambourg, Johannes Asmus Verlag, 1964.

### Séries de bois gravés
Suites de gravures, reliées sous la forme d'ouvrages, que l'auteur ne considère pas comme romans :
- Debout les morts. Résurrection infernale (1917, 10 pl.).
- Les Morts parlent (1917, 7 pl.).
- Un fait-divers (1920, 8 pl.).
- Visions (1921, 8 pl.).
- Souvenirs de mon pays, dédié à sa mère, 1921, 16 pl.).
- Bilder der Grossstadt (« Images de la grande ville »), 112 bois, avec une introduction de Romain Rolland, Dresde, Carl Reiner Verlag, 1926.
- Gesichter und Fratzen (Figures & grimaces, 1926, 60 pl.).
- Das Werk (Le Travail, 1928, 60 pl.).
- Landschaften und Stimmungen (Munich, Karl Wolff Verlag, 1929, 60 pl.).
- Capitale (1935, 66 pl.).
- Notre Temps (Pierre Vorms, 1952, 12 pl.).
- Mijn land (Mon pays, 1956, 100 pl.).
- Couples (P. Vorms, 1965, 42 pl.).

### Illustrations de livres

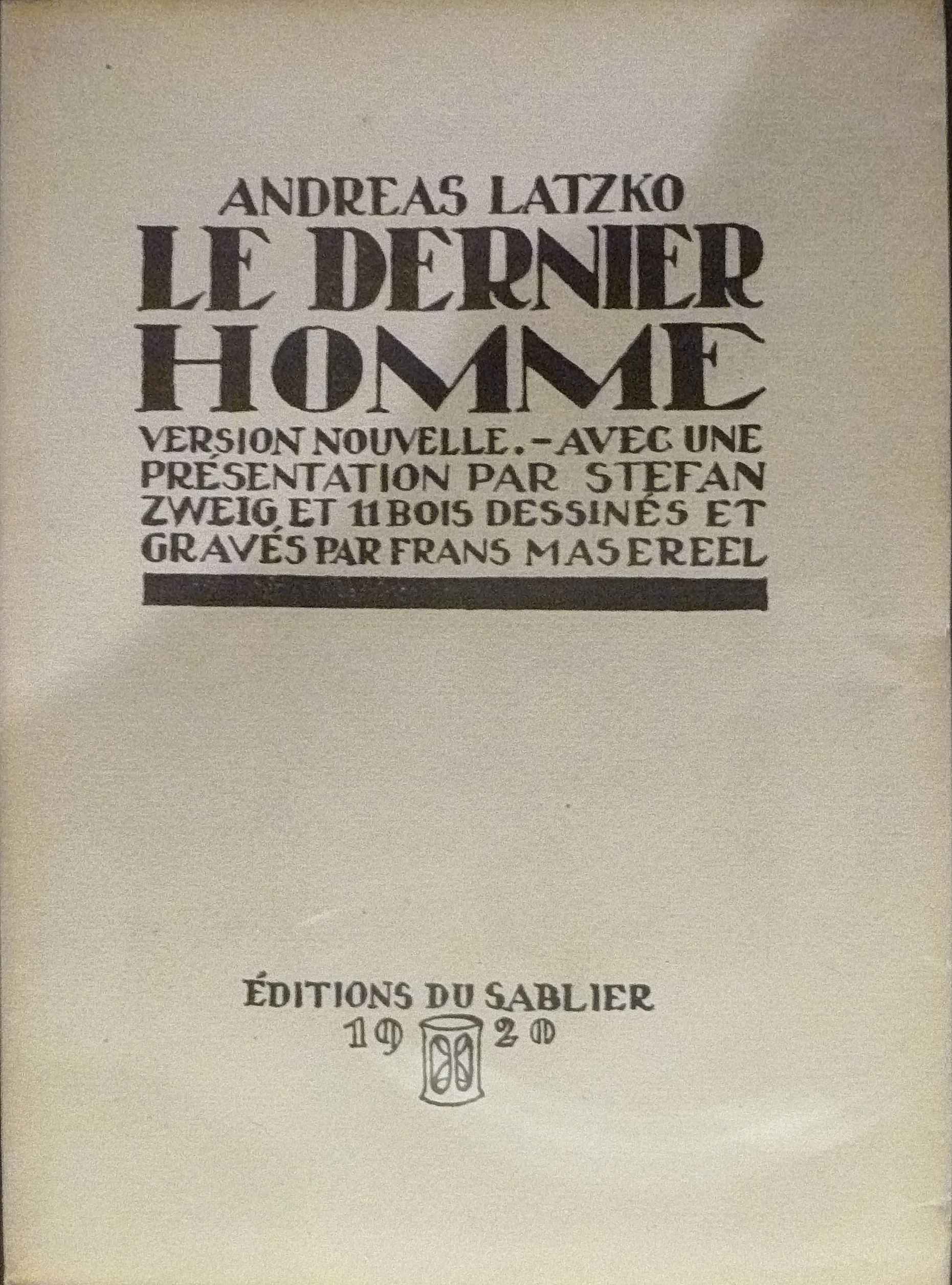
Couverture de Le Dernier Homme d'Andreas Latzko (1920), illustré et publié par Masereel.

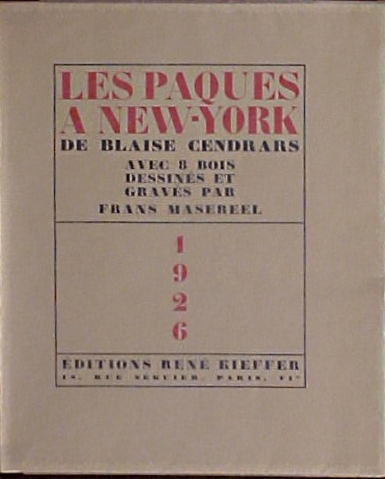
Couverture de Les Pâques à New York de Blaise Cendrars illustrée par Frans Mesereel (René Kieffer, 1926).

- Roland de Marès, La Belgique envahie, Paris, Georges Crès et Cie, 1915.
- Marti, Jacques sur le front. Récit merveilleux, Genève, Jean-Henri Jeheber, [1915 ?].
- Émile Verhaeren, Quinze poèmes, préfacé par Octave Uzanne, 57 bois, Paris, G. Crès et Cie, 1917.
- Léon Tolstoï, Journal intime de sa jeunesse (1846-1852), portrait gravé, Genève, J.-H. Jeheber, 1917.
- Henri Guilbeaux, Du champ des horreurs, 1 planche, 1917.
- Pierre Jean Jouve, Danse des morts, Genève, Édition des « Tablettes », 1917.
- Stefan Zweig, Das Herz Europas: ein Besuch im Genfer Roten Kreuz, Zürich, Rascher, 1918.
- Pierre Jean Jouve, Hôtel-Dieu : récits d'hôpital en 1915, Paris, Paul Ollendorff, 1919.

- Aux Éditions du Sablier (Genève) :
  - René Arcos, Le Bien Commun, 27 bois, 1919.
  - René Arcos, Le Sang des autres : poèmes, 1914-1917, 8 bois, 1919.
  - Walt Whitman, Calamus, 1919.
  - Romain Rolland, Liluli, 32 bois, 1919.
  - Pierre Jean Jouve, Heures. Livre de la nuit..., 1919.
  - Charles Vildrac, Le Paquebot Tenacity : trois actes, 12 bois, 1919.
  - Georges Duhamel, Lapointe et Ropiteau, 9 bois, 1919.
  - Les Poètes contre la guerre : anthologie de la poésie française 1914-1919, préface de Romain Rolland, bois frontispice, 1920.
  - Romain Rolland, Pierre et Luce, 17 bois, 1920.
  - Andreas Latzko, Le Dernier Homme, 11 bois, 1920.
  - Émile Verhaeren, Cinq récits, 28 bois, 1920.
  - Maurice Maeterlinck, Le Trésor des humbles, 1921.
  - Henri Barbusse, Quelques coins du cœur, 24 bois, 1921.
  - Romain Rolland, La Révolte des machines ou la Pensée déchaînée, 1921.
  - Émile Verhaeren, Le Travailleur étrange et autres récits, 26 bois, 1921.
  - René Arcos, Médard de Paris, aquarelle et bois, Paris, 1928 [?].

- Leonhard Frank, Die Mutter, 9 bois, Zürich, Max Rascher, 1919.
- Politische Zeichnungen (« Dessins politiques »), préfacé par Kasimir Edschmid, Berlin, Erich Reiss Verlag, 1920[14].
- Charles-Louis Philippe, Bübü vom Montparnasse : ein Roman, 20 bois, Munich, R. Wolff Verlag, 1920.
- August Vermeylen, Der ewige Jude, 12 bois, 1921.
- Carl Sternheim, Fairfax, avec 10 lithographies, Berlin, Galerie Flechtheim, 1922.
- Oscar Wilde, The Ballad of Reading Gaol, 37 bois, 1923.
- Blaise Cendrars, Kodak 1 bois couv. 1924 (réédité sous le titre : Documentaire)
- Rudyard Kipling, Les Sept Mers, 1924.
- Romain Rolland, Jean Christophe, 666 bois, 5 volumes, Paris, Albin Michel, 1925-1927.
- Arthur Holitscher, Der Narrenbaedeker : Aufzeichnungen aus Paris und London, 15 bois, Berlin, S. Fischer, 1925.
- Anna Siemsen (dir.), Zur Jugendweihe: Der Weg zur Gemeinschaft, Leipzig, Allgemeines Arbeiter-Bildungsinstitut, 1925.
- Charles de Coster, Die Geschichte von Ulenspiegel und Lamme Goedzak, 150 bois, 1926.
- Blaise Cendrars, Les Pâques à New York, 8 bois, Paris, René Kieffer, 1926.
- Paul Morand, Lampes à arc, lithographies, Paris, R. Kieffer, 1927.
- Luc Durtain, Découverte de Longview, Paris, R. Kieffer, 1927.
- Stijn Streuvels, Kerstwake, 6 bois, 1928.
- Contes de Perrault : édition du tricentenaire, Paris, Au sans pareil, 1928.
- Pierre Humbourg, Le Boy de Sa Majesté, Paris, R. Kieffer, 1928.
- Guy de Maupassant, Le Horla et autres contes, 30 bois, 1928.
- Stefan Zweig, Der Zwang, Phantastische nacht, 10 dessins, Der Strom Verlag 1929.
- Victor Hugo, Notre-Dame de Paris, 1930.
- Léon Tolstoï, Der Herr und sein Knecht, 14 bois, 1930.
- Georgette Guegen-Dreyfus, Tu seras ouvrier, Paris, Éditions sociales internationales, 1935.
- Herman Teirlinck, De man zonder lijf, Anvers, De Sikkel, 1937.
- Géo-Charles, Le Veilleur de nuages, portrait de l'auteur, Paris, Les Éditions Montparnasse, 1937.
- L.-G. Damas, Pigments, préfacé par de Robert Desnos, Paris, GLM, 1937.
- Agrippa d'Aubigné, Jugement, 10 dessins, Villeneuve-lès-Avignon, Poésie 41/Seghers, 1941.
- Shakespeare, Hamlet. Prince de Danemark, 1943.
- Victor Hugo, Die Arbeiter des Meeres, 65 bois, 1944.
- Charles Baudelaire, Les Fleurs du mal, 1946.
- Louis Piérard, Regards sur la Belgique, vingt dessins, Grenoble, B. Arthaud, 1946.
- Émile Zola, Germinal, 1947.
- The Creation. The first eight chapters of Genesis, 24 bois, 1948.
- Achilles Mussche, Aan de Voet van het Belfort, 1950.
- C.F. Ramuz et Igor Strawinsky, Die Geschichte vom Soldaten, livret de Hans Reinhart, Zürich, Oprecht, 1951.
- Rudolf Hagelstange, Die Nacht, Zürich, Europa Verlag, [1955].
- Ernest Hemingway, Der alte Mann und das Meer, 8 bois, [195?].
- Johannes R. Becher, Vom Verfall zum Triumph : Aus dem lyrischen Werk, 1912-1958, 15 bois, Berlin, Aufbau, 1961.
- Stijn Streuvels De vlaschaard, 29 bois, 1965.
- S. H. Scholl, 150 ans de mouvement ouvrier chrétien en Europe de l'Ouest 1789-1939, Louvain, Nauwelaerts, 1966.
- Theun de Vries, Dolle Dinsdag, 1967.
- Jos Vandeloo Schilfers hebben scherpe Kanten, 1974.

### Rééditions modernes
- (en) Frans Masereel. The City. 100 Woodcuts, New York, Dover Publications Inc., 1978, 100 p. (ISBN 0-486-22448-1)
- Frans Masereel, préface de Stefan Zweig, La Ville par Frans Masereel, Grenoble, Éditions Cent Pages, 2011, 252 p. (ISBN 978-2-916390-29-1)
- (en) Passionate Journey. Mein Studenbuch. Frans Masereel. A novel told in 165 woodcuts, New York, Dover Publications Inc., 1971, 173 p. (ISBN 978-0-486-22447-3 et 0-486-22447-3)
- L'Internationale, Paris, Éditeurs Français Réunis, 1971, 32 p.
- (en) The Sun. Frans Masereel. A novel told in 63 woodcuts, Londres, Redstone Press, 1990, 136 p. (ISBN 1-870003-85-3)
- Gravures Rebelles, 4 romans graphiques, Frans Masereel, Lynd Ward, Giacomo Patri, Laurence Hyde. Dirigé par George A. Walker, traduit par Alex Freiszmuth, Édition L'échappée, coll. « Action Graphique », 2010, seconde édition 427 p.  (ISBN 978-29158305-2-1)
- Frans Masereel, Idée, préface de Lola Lafon, présentation de Samuel Dégardin, Les Éditions Martin de Halleux, Paris, 2018  (ISBN 978-2-490393-01-5)
- Frans Masereel, La Ville[15], préface de Charles Berberian, présentation de Samuel Dégardin, Les Éditions Martin de Halleux, Paris, 2019  (ISBN 978-2-490393-03-9).

### Peintures et revues
- Collaboration à la revue Les Tablettes (1916-1919)
- Collaboration à la revue Der Querschnitt (années 1920)
- Le Petit café (1924), aquarelle[16].
- Montmartre la nuit (1925), aquarelle, 30 × 36 cm, Fondation Frans Masereel, Sarrebruck[16].
- Ere aan Verhaeren (1955), bois gravé
- Femme à table (1947), gouache
- Le Guetteur du maquis (1945), huile sur panneau
- Capitale, Le Ravin bleu, 2015, 132 pages.

### Expositions collectives
- 2021 : Big City Life[17], Cartoonmuseum de Bâle, Bâle.

#### Monographies, biographies, articles
- Luc Durtain, Frans Masereel, Paris, Pierre Worms éditeur, 1931.
- Louis Lebeer, Frans Masereel, collection « Monographie de l'art belge », Anvers/Bruxelles, De Sikkel/Ministère de l'Instruction publique/Les éditions du Cercle d'art, 1950.
- Roger Avermaete, Pierre Vorms et Hanns-Conon von der Gabelentz, Frans Masereel, Anvers, Fonds Mercator, 1975, 318 p..
- (en) Perry Willett, The Silent Shout : Frans Masereel, Lynd Ward, and the Novel in Woodcuts, Indiana University Libraries, 1997 (lire en ligne)
- (en) Chris Lanier, « Frans Masereel : A Thousand Words », The Comics Journal, Fantagraphics Books,‎ novembre 1998, p. 109–117
- (en) Perry Willett, « The Cutting Edge of German Expressionism: The Woodcut Novel of Frans Masereel and Its Influences », dans Neil H. Donahue, A Companion to the Literature of German Expressionism, Camden House, 2005 (ISBN 978-1-57113-175-1, lire en ligne), p. 111–134
- Joris van Parys (trad. du néerlandais de Belgique), Frans Masereel. Une biographie, Bruxelles, Luc Pire, Labor Littérature, 2008, 400 p. (ISBN 978-2-507-00086-8)
- De la Grande Guerre aux Années Folles 1914-1930 : Frans Masereel en transition, catalogue édité à l'occasion de l'exposition du 3 octobre 2014 au 1er mars 2015 à la Bibliothèque Wittockiana de Bruxelles.
- Frans Masereel, l’empreinte du monde, Préface d’Eric Drooker, contributions de Samuel Dégardin et Joris van Parys, direction de Martin de Halleux, Les Éditions Martin de Halleux, Paris, 2018, 664 p.  (ISBN 978-2-490393-00-8)
- Samuel Dégardin, « Gravé dans le bois et dans les mémoires. Frans Masereel, un artiste engagé », Les Cahiers de la bande dessinée, no 6,‎ janvier-mars 2019, p. 168-177.
- Samuel Dégardin, Histoire sans paroles : Les romans en gravures de Frans Masereel, Paris, L'échappée, coll. « Le peuple du livre », 2024, 320 p. (ISBN 978-2-373-09152-6)

### Périodiques
- Felip Equy, « Frans Masereel », Soleil Noir, no 9,‎ 2 avril 2008 (lire en ligne, consulté le 5 février 2024).